# 51 (فلم)
51 هو فيلم من نوع رعب وخيال علمي أُصدر في 26 فبراير 2011. الفيلم من توزيع ساي فاي، وهو من إخراج جاسون كونري.

## طاقم التمثيل
- جاسون لندن
- جيه. دي. أيفرمور
- راشيل مينر
- جون شيا
- فانيسا برانش
- بروس بوكسليتنر

## الإنتاج
موسيقى الفيلم التصويرية كانت من تأليف Ian Honeyman ‏.

## وصلات خارجية
- 51 على موقع IMDb (الإنجليزية)
- 51 على موقع روتن توميتوز (الإنجليزية)
- 51 على موقع نتفليكس (الإنجليزية)
- 51 على موقع ألو سيني (الفرنسية)
- 51 على موقع Turner Classic Movies (الإنجليزية)
- 51 على موقع أول موفي (الإنجليزية)
- 51 على موقع فيلمافينيتي (الإسبانية)
- 51 على موقع قاعدة بيانات الأفلام السويدية (السويدية)
- 51 على موقع قاعدة بيانات الفيلم (الإنجليزية)
- 51 على موقع ليتربوكسد (الإنجليزية)